# Siphulastrum granulatum
Siphulastrum granulatum är en lavart som beskrevs av P. M. Jørg. & D. J. Galloway. Siphulastrum granulatum ingår i släktet Siphulastrum och familjen Pannariaceae.   Inga underarter finns listade i Catalogue of Life.